# Dermophis occidentalis
Espèce
Statut de conservation UICN

 DD  : Données insuffisantes
Dermophis occidentalis est une espèce de gymnophiones de la famille des Dermophiidae.

## Répartition
Cette espèce est endémique du versant Pacifique de la moitié Sud du Costa Rica. Elle se rencontre entre 365 et 970 m d'altitude.

## Étymologie
Son nom d'espèce, du latin occidentalis, « de l'Ouest », lui a été donné en référence à son aire de répartition.

## Description
Dermophis occidentalis mesure de 186 à 204 mm de long et de 30 à 33 mm de large. Son dos est gris lavande, sa tête gris fauve.

## Publication originale
- Taylor, 1955 : Additions to the known herpetological fauna of Costa Rica with comments on other species. No. II. Kansas University Science Bulletin, vol. 37, no 1, p. 499-575 (texte intégral).